# Deutsche Friedensunion

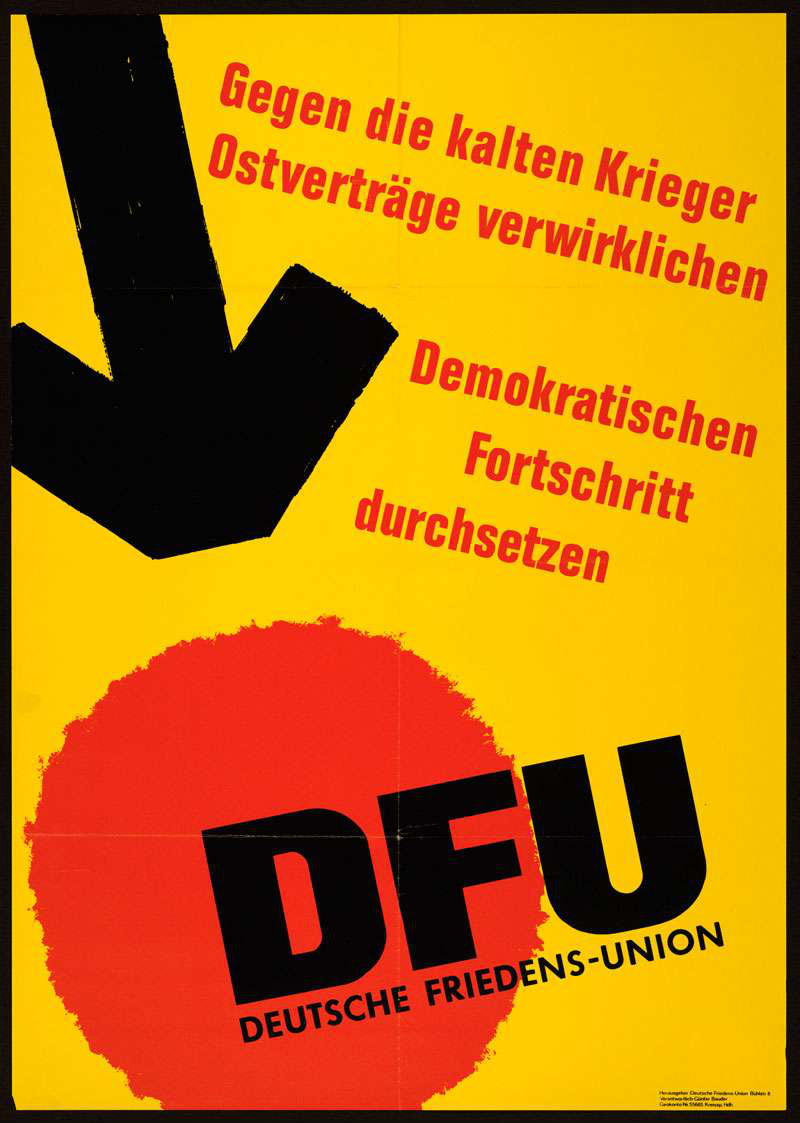
affiche uit 1972

De Deutsche Friedensunion (DFU) was een politieke partij in de Bondsrepubliek Duitsland.
Nadat in 1956 de Kommunistische Partei Deutschlands (KPD) verboden was werden er meerdere pogingen ondernomen om de krachten in het socialistische en communistische spectrum links van de Sozialdemokratische Partei Deutschlands (SPD) te bundelen. Op 17 december 1960 werd in Stuttgart de Deutsche Friedensunion opgericht. Naast de verboden KPD waren hierbij de Bund der Deutschen, de Vereinigung unabhängiger Sozialisten, de Deutsche Klub 1954 en de Fränkische Kreis betrokken.
De partij richtte zich tegen de nucleaire bewapening van de Bundeswehr en propageerde een politiek van ontwapening en ontspanning tussen de twee machtsblokken in de Koude Oorlog.
De DFU deed voor het eerst mee aan de Bondsdagverkiezingen van 1961. De verkiezingscampagne was georganiseerd door Klaus Rainer Röhl, de uitgever van het blad konkret, waar ook Ulrike Meinhof aan verbonden was. Als lijsttrekker trad Renate Riemeck, die ooit voogd van Ulrike Meinhof was geweest, op. Bij de verkiezingen haalde de DFU slechts 1,9 procent van de stemmen en bleef daarmee onder de kiesdrempel van 5 procent. Wat niet meehielp was dat de partij toen al de naam had een communistische mantelorganisatie te zijn (DFU = Die Freunde Ulbrichts) en een maand eerder de Berlijnse Muur gebouwd was. Bij de Bondsdagverkiezingen van 1965 viel de DFU terug naar 1,3 procent van de stemmen.
Na de oprichting in 1968 van de Deutsche Kommunistische Partei (DKP) fungeerde de DFU als een frontorganisatie van de DKP. In 1969 was de DFU een van de organisaties achter de Aktion Demokratischer Fortschritt (ADF), die bij de verkiezingen van 1969 met 0,6% van de stemmen evenmin de kiesdrempel haalde.
De DFU werd vanuit de DDR financieel ondersteund en ontving in 1973 maandelijks 277.000 Duitse mark. Twee dagen voor zijn val in 1989 kende de DDR-Staatsraadvoorzitter Erich Honecker de DFU nog een bedrag van 3,1 miljoen DM toe voor het jaar 1990.
In 1984 moesten politieke partijen in de Bondsrepubliek openheid geven over hun financiën. De DFU gaf haar status als politieke partij op en werd een politieke vereniging. Na de val van het communisme in de DDR viel de financiële basis onder de DFU weg en stopten de activiteiten.. De laatste voorzitter van de DFU, Willi van Ooyen, werd in 2008 als lijsttrekker van Die Linke gekozen in de landdag van Hessen.